# Amandina
Amandina (rumano: amandină) es un pastel rumano en capas de chocolate relleno de chocolate con caramelo y crema fondant. A veces se utiliza crema de almendras. Es común servirla tanto en pequeñas porciones individuales como en tamaño entero.
Estos pasteles se encuentran entre los pasteles de confitería más tradicionales de Rumania. La receta original lleva capas de bizcocho de chocolate bañadas en almíbar de caramelo con sabor a ron. El relleno es una combinación de crema de chocolate mezclada con fondant. Las capas ensambladas se glasean con una combinación de fondant con chocolate y ron o esencia de ron, y se vierte sobre el bizcocho mientras aún está ligeramente líquido. 
Estos pasteles también llevan una decoración tradicional encima con un poco de nata y un trozo de chocolate fino en forma de rombo.